# Anne Louise Hassing
Anne Louise Hassing, född 17 september 1967 i Horsens, är en dansk skådespelare.
Hon utbildades vid Statens Teaterskole (numera Den Danske Scenekunstskole) 1993–1997.

## Filmografi

### Filmer
- 1992 - Kærlighedens smerte - Kirsten
- 1997 - Jacobs liste - flicka på café
- 1998 - Idioterna - Susanne
- 1999 - Klinkevals - Madam Birk
- 2000 - Afsporet - Inger
- 2000 - Juliane - Madam Birk
- 2000 - Bånd på livet - flickan vid busshållplatsen
- 2003 - The Cowboy Loses His Boots - Lady Latex
- 2005 - Seks lag af depression - Sofie
- 2006 - Far til Fire - I stor stil - bibliotekarie
- 2008 - Pusling
- 2011 - Goltzius and the Pelican Company - Susannah
- 2012 – Jakten

### TV-serier
- 1998 - Strisser på Samsø - Sofie, 1 avsnitt
- 1998 - Jobbet och jag - danskan, 1 avsnitt
- 2003 - De pokkers forældre - varierande roller (sketcher)
- 2003 - Zahle's Top 10 - sketchroller, 2 avsnitt
- 2003 - Skjulte spor - Marie Bovain, 1 avsnitt
- 2004–2007 – Krönikan (TV-serie) - Ida Nørregaard, samtliga 22 avsnitt
- 2013–2022 – Badhotellet (TV-serie) - Therese Madsen

## Utmärkelser
- 1993 - Robertpriset - årets kvinnliga huvudroll för Kærlighedens smerte
- 1993 - Bodilpriset - bästa kvinnliga huvudroll för Kærlighedens smerte
- 1999 - Bodilpriset - bästa kvinnliga biroll för Idioterna
- 2004 - TV-festivalen - årets kvinnliga TV-skådespelare för Ida i Krönikan
- 2005 - TV-festivalen - årets kvinnliga TV-skådespelare för Ida i Krönikan